# Distrito de Khotang
El distrito de Khotang es uno de los seis distritos que conforman la Zona de Sagarmatha, en Nepal.

## Comités de desarrollo rural
En el distrito se encuentran los siguientes comités de desarrollo rural.
- Ainselu Kharka
- Arkhale
- Badahare
- Badka Dipali
- Bahunidanda
- Bakachol
- Baksila
- Bamrang
- Barahapokhari
- Baspani
- Batase
- Bijaya Kharka
- Buipa
- Chhitapokhari
- Chhorambu
- Chipring
- Chisapani
- Chyandada
- Chyasmitar
- Damarkhu Shivalaya
- Dandagaun
- Devisthan
- Dharapani
- Dhitung
- Dikuwa
- Diplung
- Dipsung
- Dorpachiuridada
- Dumekoldada
- Dumre Dharapani
- Durchhim
- Faktang
- Ghitung
- Hauchour
- Indrayani Pokhari
- Jalapa
- Jyamire
- Kahalle
- Kaule
- Kharmi
- Kharpa
- Khartamchha
- Khidima
- Khotang Bazar
- Kuvinde
- Lafyang
- Lamidanda
- Lichki Ramche
- Linkuwa Pokhari
- Magpa
- Mahadevasthan
- Mangaltar
- Mattim Birta
- Mauwabote
- Nerpa
- Nirmalidada
- Nunthala
- Patheka
- Pauwasera
- Phedi
- R. Maheswori
- Rajapani
- Rakha Bangdel
- Rakha Dipsung
- Ratancha Majhagau
- Ribdung Jaleswori
- Ribdung Maheswori
- Salle
- Santeswor Chhitapokhari
- Sapteswor
- Saunechaur
- Sawakatahare
- Simpani
- Sungdel
- Suntale
- Tempa
- Woplukha
- Wopung
- Yamkhya